# Kartiska (ö)
Kartiska är en ö i Finland. Den ligger i sjön Kolima och i kommunen Pihtipudas i den ekonomiska regionen  Saarijärvi-Viitasaari och landskapet Mellersta Finland, i den centrala delen av landet, 400 km norr om huvudstaden Helsingfors. Öns area är 4,4 hektar och dess största längd är 360 meter i sydöst-nordvästlig riktning.